# Antocha (Antocha) quadrirhaphis
Antocha (Antocha) quadrirhaphis is een tweevleugelige uit de familie steltmuggen (Limoniidae). De soort komt voor in het Oriëntaals gebied.